# 樺太食糧営団
樺太食糧営団（からふとしょくりょうえいだん）とは、樺太（南樺太）の食糧備蓄のために設立された営団である。豊原市（現在のユジノサハリンスク）に本部を置いていた。

## 目的
- 米が生産できず、かつ離島である樺太での米の備蓄や供給が主な目的であった。
- 樺太食糧営団の存在により、樺太では米が不足するという問題は少なかったといわれている。

## 沿革
- 1941年 - 発足。
- 1945年8月24日 - ソ連軍により接収される。